# مغالطه بوم‌شناختی
مغالطه بوم‌شناختی (به انگلیسی: Ecological fallacy) (همچنین با عنوان مغالطه استنتاج بوم‌شناختی یا مغالطه جمعیتی) یک اشتباه رسمی در تفسیر داده‌های آماری است که زمانی رخ می‌دهد که استنباط در مورد ماهیت افراد از استنباط‌هایی دربارهٔ گروهی که آن افراد به آن تعلق دارند استنتاج می‌شود. «مغالطه بوم‌شناختی» اصطلاحی است که گاهی برای توصیف مغالطه تقسیم‌بندی به کار می‌رود که یک اشتباه آماری نیست. چهار اشتباه رایج بوم‌شناختی آماری عبارتند از: سردرگمی بین همبستگی‌های بوم‌شناختی و همبستگی‌های فردی، سردرگمی بین میانگین گروهی و میانگین کل، پارادوکس سیمپسون، و سردرگمی بین میانگین بالاتر و احتمال بالاتر.